# Бело-красные Искры

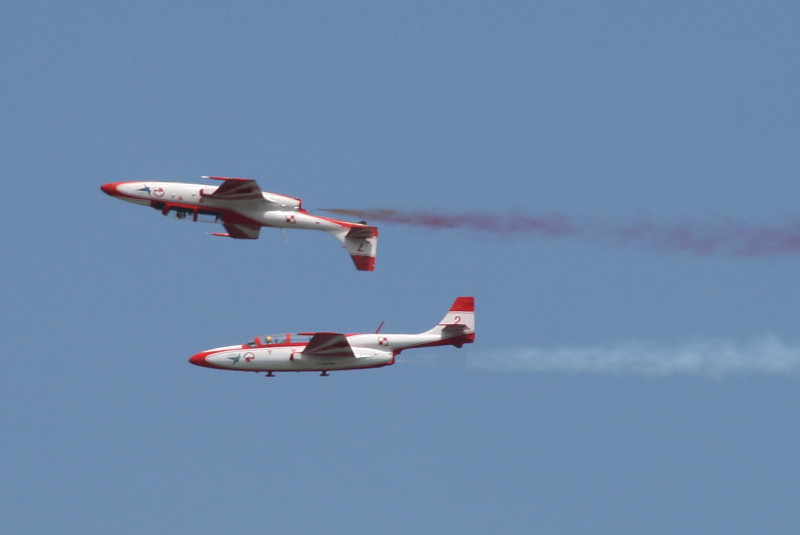
На авиашоу в Кракове, 2007 год

«Бело-красные Искры» (пол. Biało-Czerwone Iskry) — пилотажная группа, представляющая Военно-воздушные силы Польши. Группа в настоящее время летает на семи учебно-тренировочных самолётах TS-11 Iskra польского производства.

## История
Пилотажная группа «Бело-красные Искры» была сформирована в 1969 году и входила в 60-й Авиационный полк, базирующийся в Радоме. Первоначально команда носила название «Ромбик» и имела четыре самолета TS-11 Iskra. Первым командиром эскадрильи стал Януш Лодзинский.
В 1991 году название группы было изменено на «Пилотажная группа Искры», а самолёты окрасили в цвета национального польского флага. В 2000 году в связи с реорганизацией польских Военно-воздушных сил, команда переехала в Авиационный учебный центр в Демблине. Также изменились логотип и название команды на «Бело-красные Искры».
В начале 2007 года самолёт TS-11 Искра, пилотируемый первым командиром группы, был переведён в коллекцию Музея польской авиации.

## Состав группы
С 2006 года лётный состав группы не претерпел никаких изменений:
- Подполковник Жорш Лен
- Капитан Томаш Червински
- Капитан Мариуш Ужма
- Майор Яцек Яморек
- Капитан Томаш Лукащук
- Майор Дариуш Каровски
- Капитан Мацей Копель

## Галерея

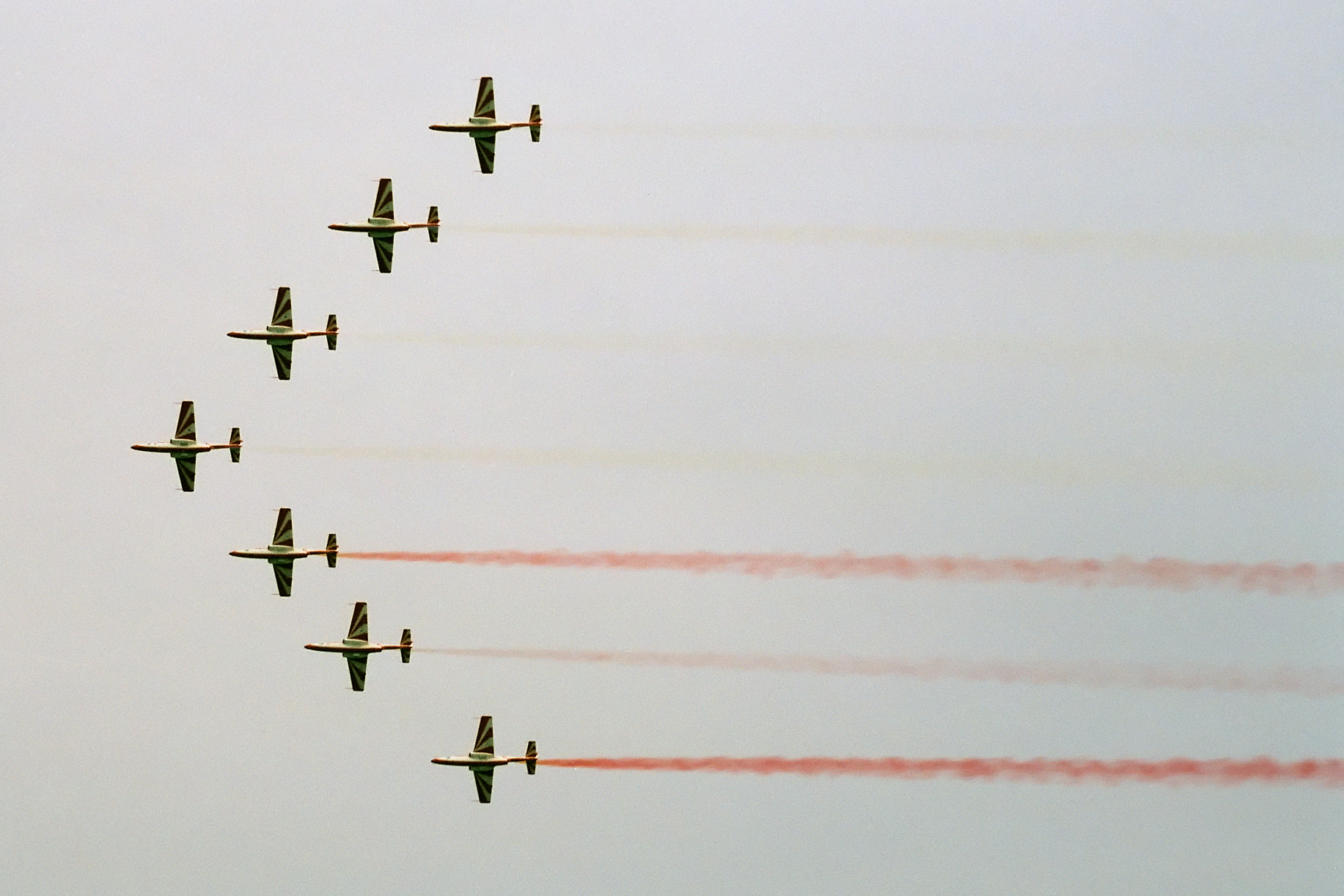
Выступление группы на авиашоу в Радоме, 2005 год
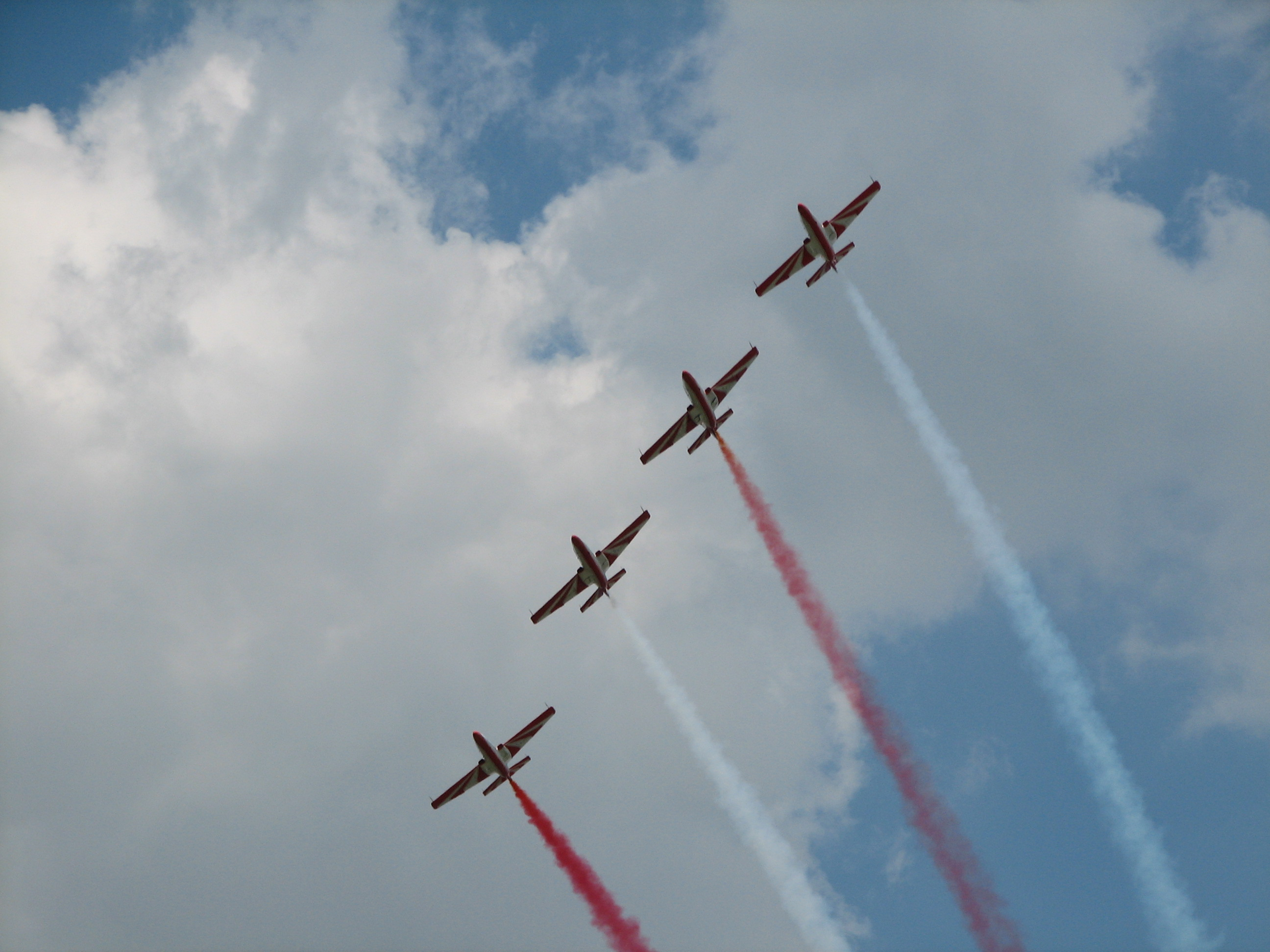
Четыре TS-11 Iskra, 17 июня 2007 года
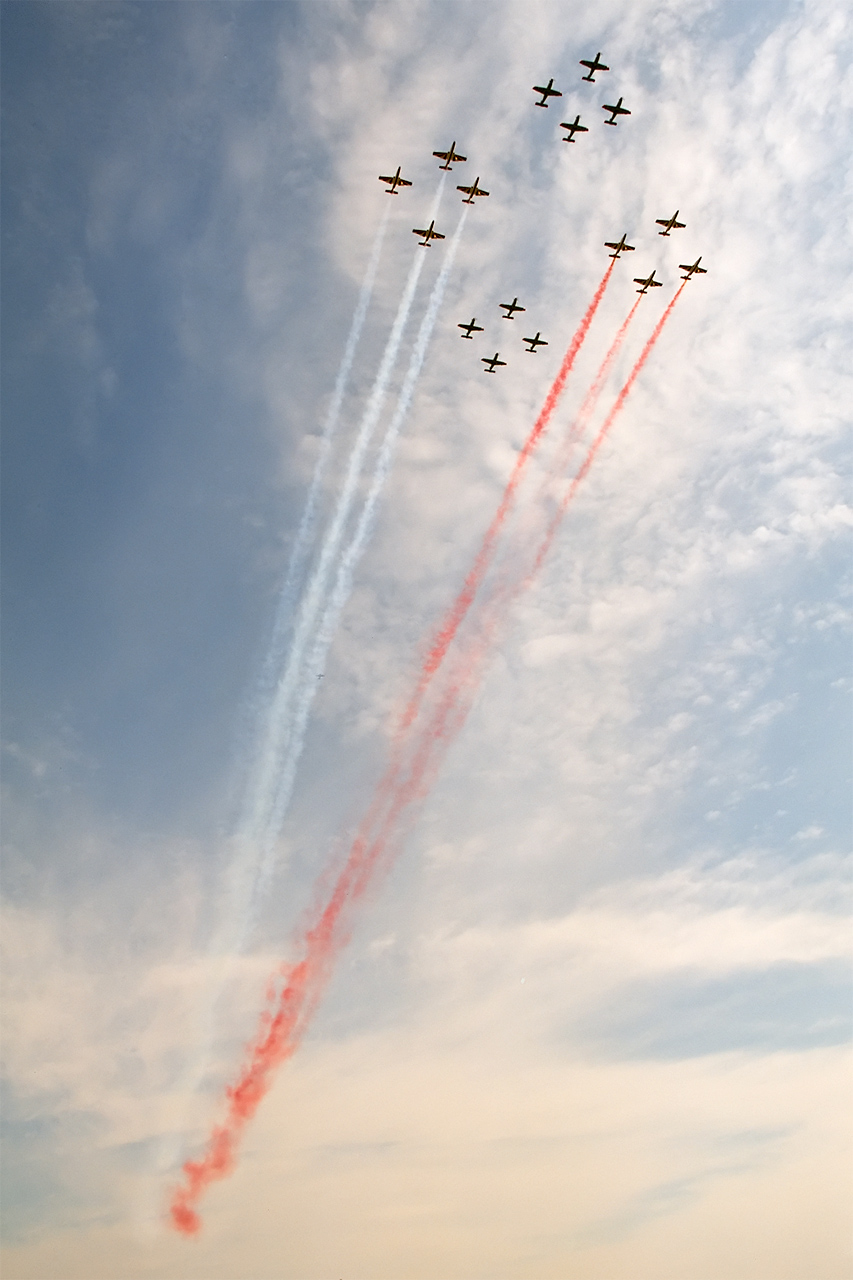
Совместный пилотаж эскадрильи «Бело-Красные Искры» с группой «Орлик»
- Пилотаж группы на авиашоу в Польше
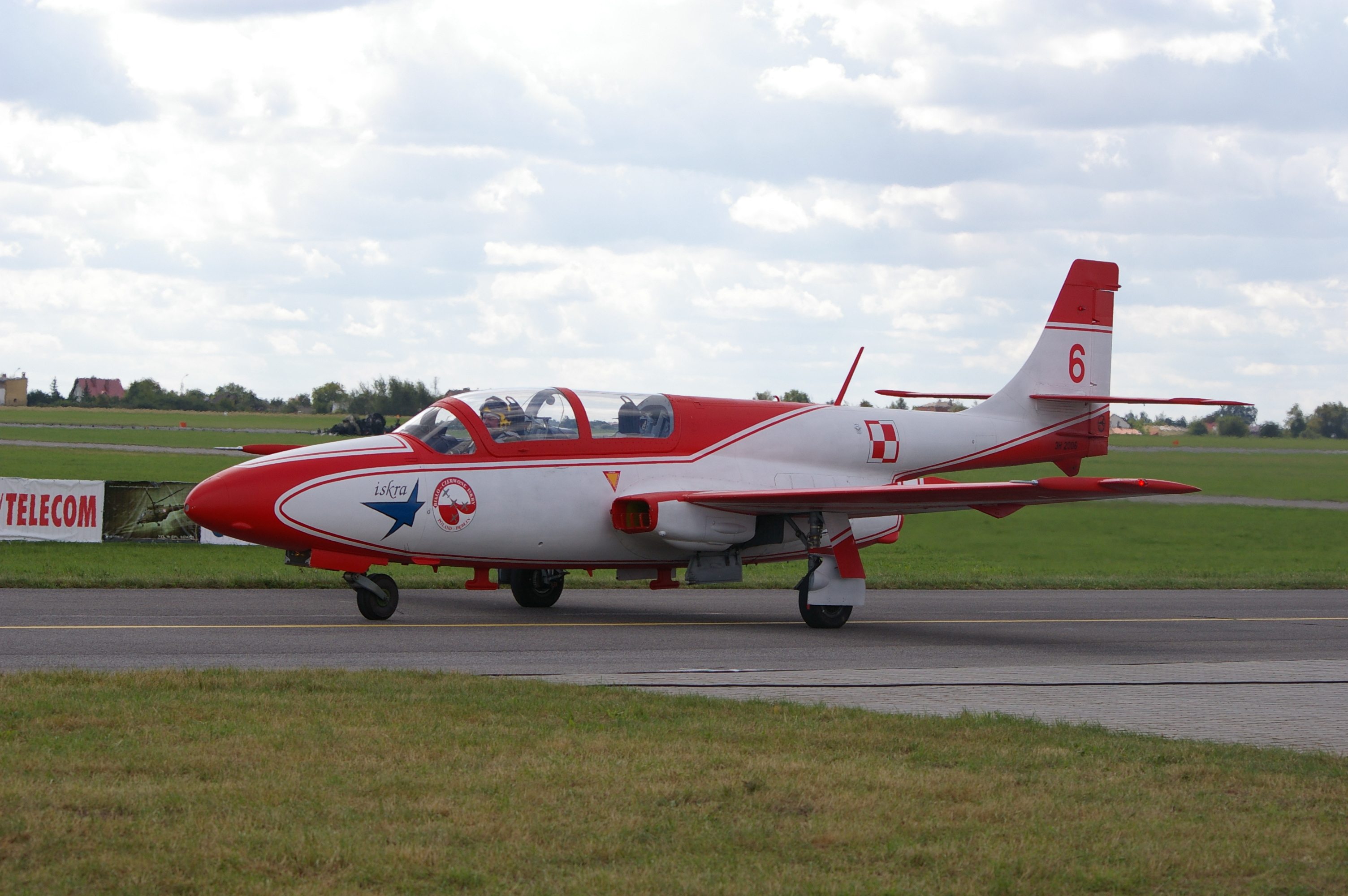
TS-11 Iskra на авиабазе в Радоме
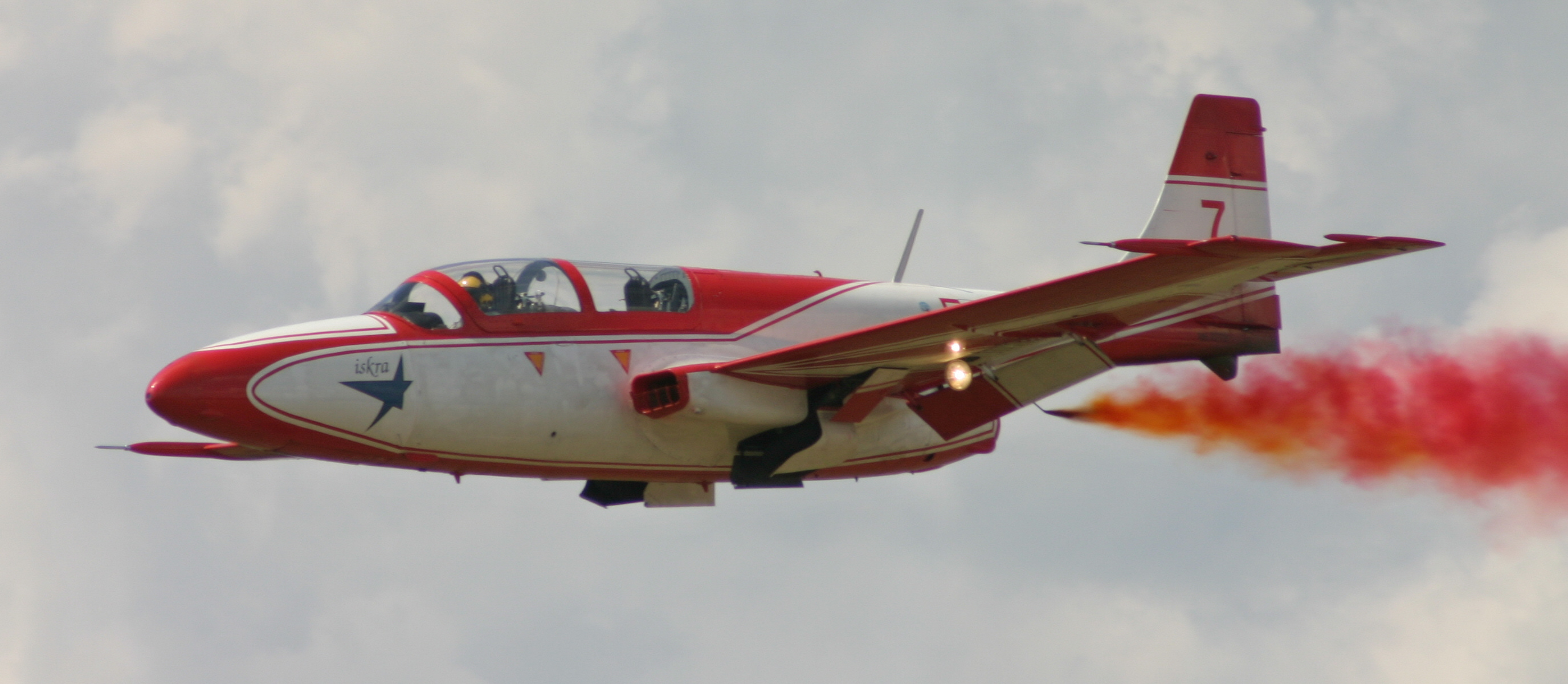
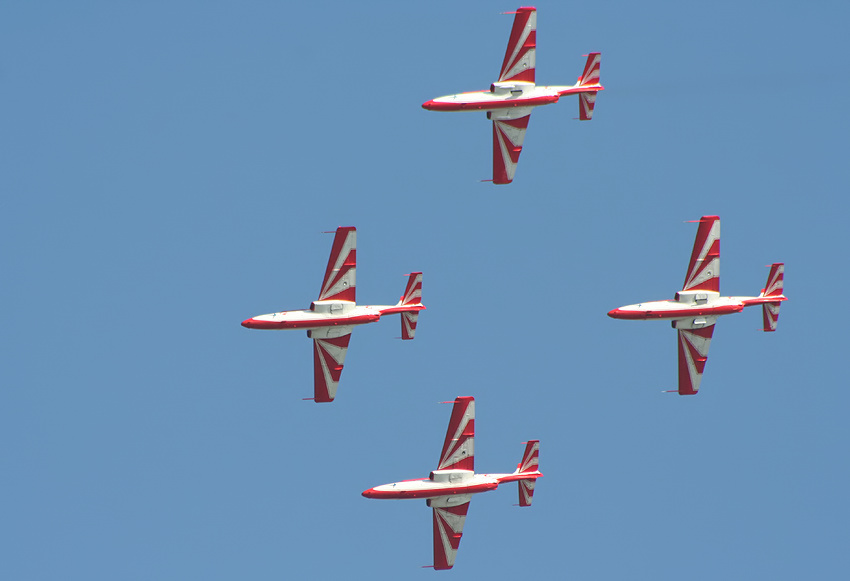
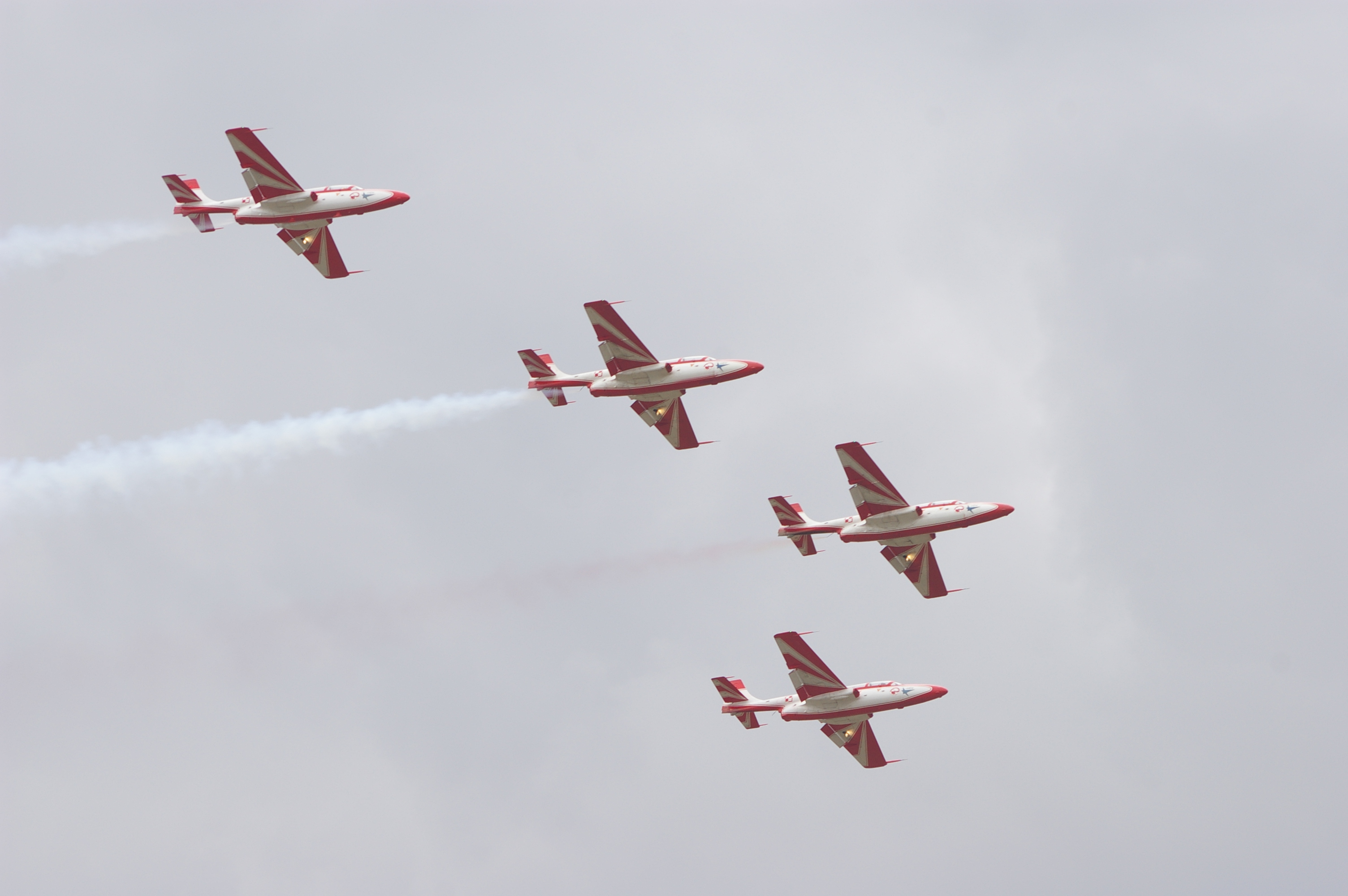